# Daron Malakian
Daron Vartan Malakian (arménsky Տարոն Վարդանի Մալաքյան * 18. července 1975) je kytarista arménsko-americké skupiny System of a Down, která se dále skládá ze zpěváka Serje Tankiana, basáka Shava Odadjiana a bubeníka Johna Dolmayana. Malakian pro skupinu napsal většinu hudby a na posledních albech se také hodně angažoval v psaní textů a zpěvu. Na koncertech je známý svým výstředním chováním, oblékáním, tanci a makeupy (to dříve).

## Dětství
Daron se narodil 18. července 1975 v Hollywoodu v Kalifornii. Už ve velmi mladém věku začal poslouchat heavy metal. Jeho vzdálený bratranec mu ve věku 4 let pustil skupinu Kiss a Daron byl okamžitě unešen. Začal poslouchat kapely jako Van Halen, Iron Maiden, Judas Priest, Metallica, Black Sabbath, Led Zeppelin, Ozzy Osbourne a další. Vždycky chtěl hrát na bicí, ale rodiče mu koupili kytaru, protože „bicí nejde vypnout“ a na svou kytaru zpočátku trénoval prý až 8 hodin denně. Jako teenager začal poslouchat extrémní metalové skupiny jako Slayer, Venom, Napalm Death a Cannibal Corpse. Kolem 17 let začal také poslouchat The Beatles. John Lennon jej velmi ovlivnil při psaní textů. Daron chodil do školy Rose & Alex Pilibos' Armenian school v Los Feliz, kterou navštěvovali i jeho spoluhráči Serj Tankian a Shavo Odadjian. Old School Hollywood je o znechucení a zklamání z jeho snu zahrát si baseball s hollywoodskými hvězdami. Lost In Hollywood popisuje jeho zkušenost z dětství a městem Hollywood - město plné prostitutek a "červů" (all you maggots smoking fags on Santa Monica Boulevard - Vy červi kouřící cigára na ...). Jeho život nebyl lehký a Hollywood ho zradil. Daron je velký workoholik a kouří marihuanu. Jeho otec, Vartan Malakian, se podílel na artdesignu alb Mezmerize a Hypnotize skupiny System of a Down a na designu alb skupiny Scars on Broadway.

## Formování System of a Down

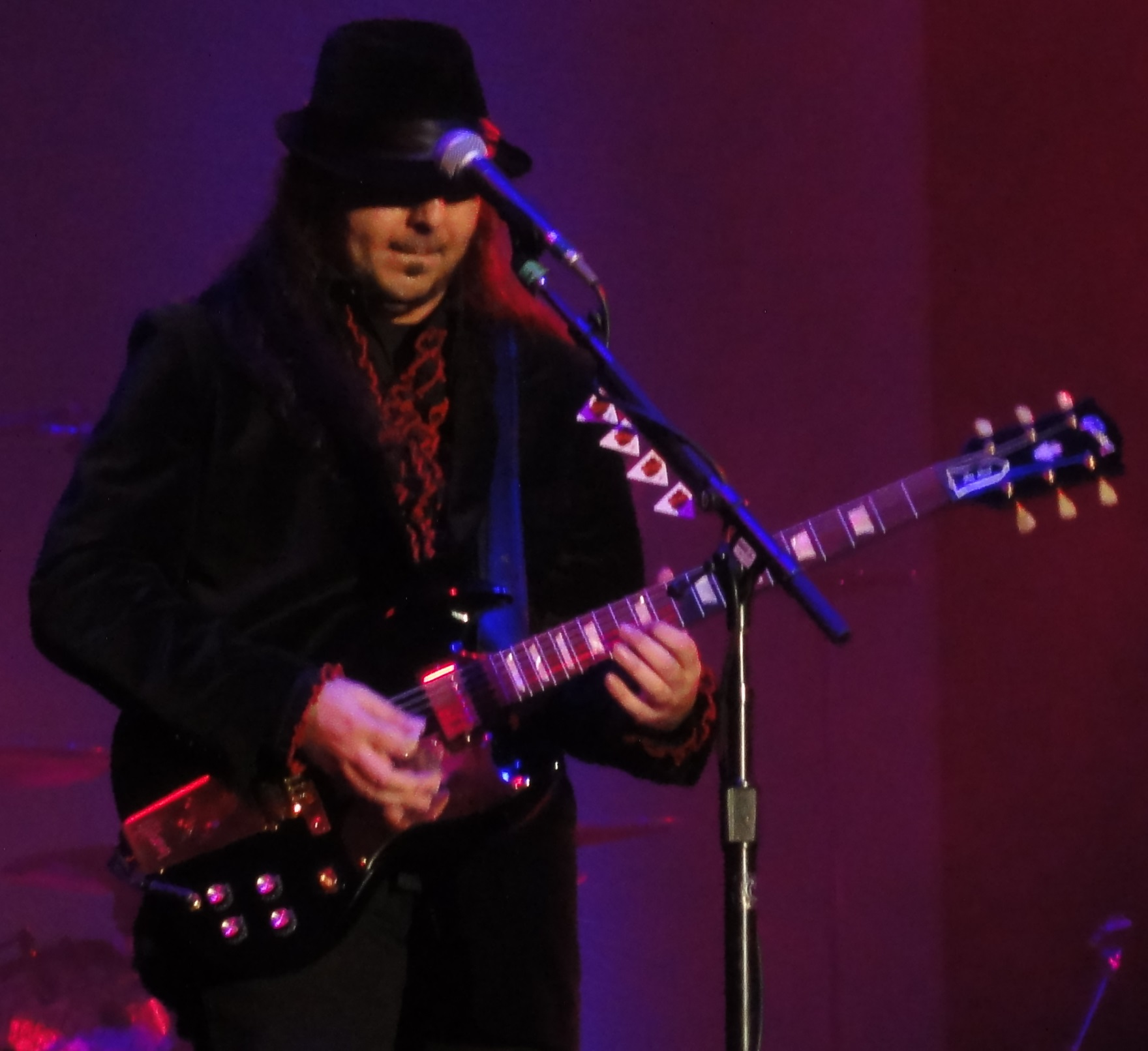
Rock en Seine 2013

Daron potkal Serje Tankiana v roce 1993, když oba sdíleli stejnou zkušební místnost, zatímco hráli každý v jiné kapele. Serj hrál na klávesy a Daron zpíval. Vytvořili jamovou skupinu Soil. Shavo se stal jejich basákem. Později změnili jméno na Victims of a Down (pojmenované podle stejnojmenné Daronovy básně o arménské genocidě), ale brzy název změnili na System of a Down, protože „System“ bylo podle Shavo Odadjiana chytlavější a silnější slovo. Na bicí hrál původně Andy Khachaturian, byl ale brzy vyměněn Johnem Dolmayanem.

## 2008-2018 Scars on Broadway a vedlejší projekty

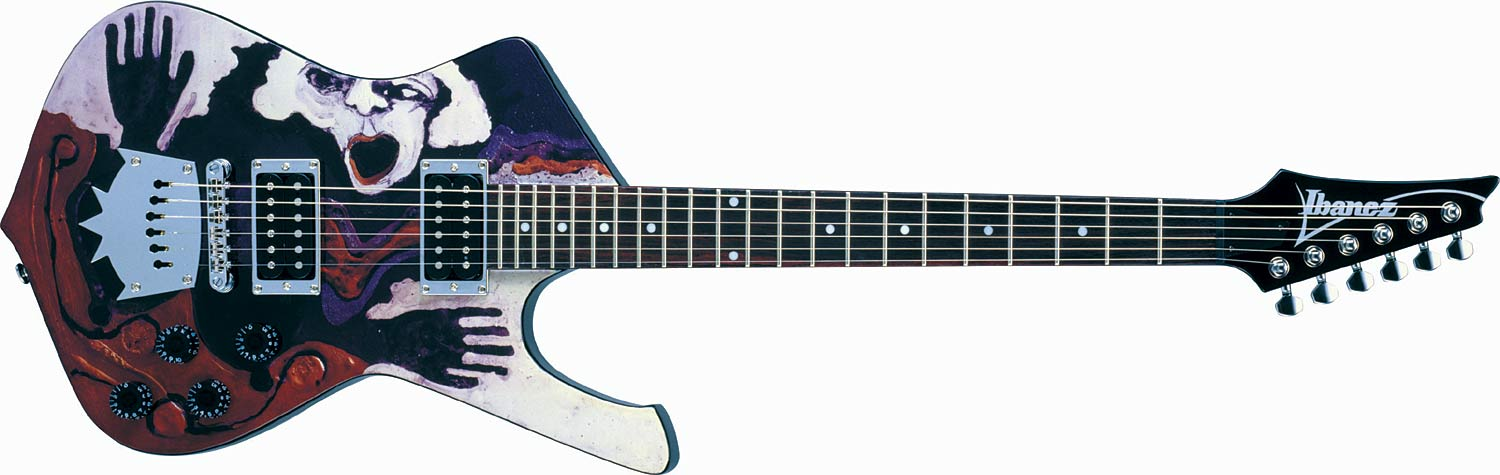
Kytara Darona Malakiana

V prosinci 2005 Daron v interview řekl: „Mohl bych vydat deset sólových desek klidně zítra. Mám tunu materiálu. Po těchto albech (Mezmerize a Hypnotize) se chystám vypadnout a udělat něco sám, stejně jako Serj. Ne, System of a Down se nerozpadají. Jen si dáme chvíli přestávku, během které vydáme svá sólová alba.“ Jeho nová hudba měla být hodně elektronická a experimentální. Od začátku pauzy SOAD stihl založit kapelu Scars on Broadway (které měla svůj základ již v roce 2003 a dají se najít nekvalitní demo nahrávky).
Scars jako takový se dá oficiálně označit za skupinu až s vydám svého prvního debutové alba to 28. července 2008, kdy tohle stejnojmenné album Scars On Broadway vyšlo. Kapela vyrazila na turné mezi členy byl i kolega ze SOAD John Dolmayan. Dalšími členy byli Franky Perez, Dominic Cifarelli a Danny Shamoun.
Během turné v roce 2009 se Scars on Broadway podával a zahrál na amerických vojenských základnách v Iráku.
Malakian v roce 2010 hostoval u písně "Trouble Seeker" na albu Rise Up skupiny Cypress Hill.
V roce 2011 Malakian hostoval u písně "Rome" na albu When Drums Conduct od Jacoba Armena.
V roce 2014 zase hostoval u písně "Rebellion" na albu The Hunting Party skupiny Linkin Park.
V roce 2010 měly Scars on Broadway jen dvě vystoupení. V roce 2012 měl nastat návrat kapely - vydání druhého alba a koncertní turné, avšak k ničemu dlouho nedošlo Daron sice tvrdil, že má veškerý materiál nahraný a album čeká jen na zmixování, ale fanoušci se dosud ničeho nedočkali. Až do roku 2018, kdy vydal se Scars On Broadway (v nové sestavě) single "Lives" a později "Dictator". Nová sestava se skládá z Niko Chantziantoniou, Orbel Babayan (Viza) a Romana Lomtadze, který nahradil na bicích Johna Dolmayana. Kapela zároveň začala používat název Daron Malakian and Scars on Broadway.
Album Dictator vyšlo 20. července 2018. V této době Daron sliboval, že brzo by mohlo vyjít i třetí album, což na konci roku 2019 na Twitterové účtě téměř potvrdil, jelikož psal o nových koncertech a hlavně nové hudbě, která měla podle jeho slov vyjít brzy. Scars se však od té doby nijak neozval a tak nějak opět zamrzl.

## Osobní život
Malakian dnes žije v Glendale v Kalifornii. Na rozdíl od ostatních členů System of a Down není ženatý a nemá děti. Malakian měl v letech 2003-2010 přítelkyni modelku Jessicu Miller. Ta se objevila v klipech kapely Scars on Broadway "World Long Gone" a "Fucking". V současné době je ženou Larse Ulricha.
Malakian má také rodinu v Iráku (pro ně taky vznikla píseň "Babylon" na první albu Scars on Broadway).
Sbírá svíčky, perské koberce, kouřící pomůcky ze středovýchodu, hudební nástroje a lebky. Je celoživotním fanouškem týmu Edmonton Oilers a vlastní rozsáhlou sbírku suvenýrů tohoto týmu. Zároveň má rád i další hokejový tým a to Los Angeles Kings (v dresu tohoto týmu byl například ve videoklipu "Toxicity").
Daron prohlásil, že nesnáší nálepku nu metal víc, než cokoli jiného. Řekl: „Mnoho kapel kopíruje KoRn. Nejsme jedni z nich, ale respektuji KoRn pro jejich originalitu. Jenom si myslím, že je hanba, že tak mnoho lidí je chce napodobovat.“. Malakian produkoval alba System of a Down spolu s Rickem Rubinem, stejně jako alba The Ambulance a Bad Acid Trip. Založil své vlastní produkční studio eatURmusic. První kapelou labelu byla skupina Amen, ale činnost labelu byla již dávno zrušena.
V živém vystoupení po vydání alba Hypnotize Daron prohlásil: „Ani všechny peníze v Izraeli nemohou koupit naši kapelu“. Tento výrok odkryl kousek z odporu Darona a dalších členů kapely vůči chování Izraele k Palestincům. Kvůli tomuto výroku několik skupin pro ochranu lidských práv hrozilo bojkotovat kapelu. Zdroj?

## Ocenění
Daron byl zvolen jako čtvrtý nejlepší kytarista roku magazínem Metal Edge Magazine.

## Diskografie

### System Of A Down
- System of a Down (1998)
- Toxicity (2001)
- Steal This Album! (2002)
- Mezmerize (2005)
- Hypnotize (2005)

### Scars On Broadway
- Scars On Broadway (2008)
- Dictator (2018)